# Przyrost naturalny
Przyrost naturalny – różnica pomiędzy liczbą urodzeń żywych a liczbą zgonów. Wartość dodatnia oznacza liczbę urodzeń przewyższającą liczbę zgonów, ujemna – odwrotnie. Jeśli mamy do czynienia z wartością ujemną, mówimy o ubytku naturalnym. Przyrost naturalny różni się od przyrostu rzeczywistego o saldo migracji. Przyrost naturalny obliczymy wzorem: {\displaystyle P_{n}=U-Z.} Występujące we wzorze wartości zazwyczaj podawane są jako wartości względne, tzn. przeliczane na 1000 mieszkańców i wtedy określane są jako: stopa albo współczynnik przyrostu naturalnego, rodność i umieralność.
Współczynnik przyrostu naturalnego obliczamy według wzoru: liczba urodzeń minus liczba zgonów dzielona przez liczbę mieszkańców miejsca, dla którego robimy obliczenia (np. kraj) i mnożymy razy 1000‰, uzyskując wynik w promilach.
Mając współczynniki urodzeń i zgonów, możemy to samo uzyskać odejmując współczynnik zgonów (czyli liczbę zgonów na 1000 mieszkańców) od współczynnika urodzeń (czyli liczby żywych urodzeń na 1000 mieszkańców).
Wzór:
{\displaystyle S_{p}={\frac {P_{n}}{N}}={\frac {U-Z}{N}}={\frac {U-Z}{N}}100\%={\frac {U-Z}{N}}1000}‰,
gdzie:
{\displaystyle S_{p}} – stopa przyrostu naturalnego,
{\displaystyle U} – liczba urodzeń,
{\displaystyle Z} – liczba zgonów,
{\displaystyle N} – ogólna liczba ludności.
Obserwacje sugerują, że wielkość przyrostu naturalnego zależy od stopnia rozwoju gospodarczego – im wyższy poziom rozwoju państwa, tym niższy przyrost naturalny. Zależność taka występuje praktycznie na całym świecie i jest uznana za powszechną prawidłowość, choć konkretne modele faz rozwoju demograficznego i propozycje wyjaśnień zjawiska nie pokrywają się w pełni ze wszystkimi danymi. Niektóre relatywnie ubogie kraje byłego obozu socjalistycznego (m.in. Białoruś, Ukraina itd.), mają niższy wskaźnik przyrostu naturalnego niż bogatsze państwa Europy Zachodniej; z kolei w zamożnych krajach arabskich znad Zatoki Perskiej przyrost naturalny spada wolniej. Ważniejszym czynnikiem przyczynowym niż prywatny dochód może być np. dostępność edukacji czy antykoncepcji.
W krajach słabo rozwiniętych, należących do tzw. Trzeciego Świata, często mamy do czynienia z tak wysokim wskaźnikiem przyrostu naturalnego (> 20‰), iż mówi się o tzw. eksplozji demograficznej; sytuacja taka występuje też w niektórych krajach bogatych (np. w Kuwejcie lub Katarze). Nawet tam jednak obserwuje się długoterminowy, systematyczny spadek wskaźników przyrostu.
Przyrost naturalny w Polsce w roku 2015 wyniósł –25,6 tys., co przy populacji 38 436 tys. daje stopę przyrostu naturalnego w wysokości –0,7‰.